# Journal of Mathematical Inequalities
Journal of Mathematical Inequalities (JMI, J. Math. Inequal.), međunarodni je matematički časopis sa sjedištem u Zagrebu. U njemu se obrađuju matematičke nejednakosti. Tekstovi su samo na engleskom i primarno čitateljstvo su čisto matematičari, primijenjeni matematičari i numerički analitičari. Glavni urednik je hrvatski akademik Josip Pečarić. U uredništvu lista je šezdesetak istaknutih znanstvenika iz više od dvadeset zemalja širom svijeta (Hrvatska, SAD, Francuska, Rusija, Španjolska, Kanada, Mađarska, Danska, Italija, Švedska, Njemačka, Iran, Rumunjska, Irska, Češka, Finska, Japan, Srbija). Prvi je broj izašao 2007. godine. JMI izlazi četiri puta godišnje.
Ostvario je rastući čimbenik utjecaja po JCR-u u zadnjih pet godina. 2013. bio je 0,718, 2014. opao je na 0,632, 2015. je na 0,636, 2016. porastao je na 0,777 i 2017. na 0,849. CiteScore 2017. bio je 0,80. SJR 2017. bio je 0,637, a SNIP iste godine 0,962. U bazi Web of Science za 2018. godinu, nalazi se u prvom kvartilu (Q1) časopisa u kategoriji Matematika.
Sadržaj je indeksiran u Science Citation Index – Expanded (ISI Web of Science), Current Contents© / Physical Chemical and Earth Sciences, Scopusu, Mathematical Reviews (MathSciNet), Zentralblatt MATH (ZMATH), Referativnyi Zhurnal – Matematika i Google Scholaru.

## Vanjske poveznice
- Službene stranice